# سفارة البرتغال في بولندا
سفارة البرتغال في بولندا هي أرفع تمثيل دبلوماسي لدولة البرتغال لدى بولندا. تقع السفارة في وارسو وهي تهدف لتعزيز المصالح البرتغالية في بولندا.

## وصلات خارجية
- الموقع الرسمي
- قائمة سفارات البرتغال
- قائمة السفارات في بولندا